# Räckebergskyrkan
Räckebergskyrkan är Sveriges största tunnelgrotta[källa behövs] och ligger på Räckeberget efter Arnäsleden strax norr om Örnsköldsvik. Grottan är 34 m lång, 3,4 m bred och 7,3 m hög. I den innersta änden av grottan skjuter håligheten uppåt som ett torn, vilket är anledningen till namnet. Grottan är klassad som riksobjekt för naturvård. Intill Räckebergskyrkan finns ytterligare två tunnelgrottor, Lilla Räckebergskyrkan och Strandnischen.